# Good Mourning
Good Mourning — четвертий студійний альбом гурту Alkaline Trio, виданий 13 травня 2003 на лейблі Vagrant Records.

## Запис
Запис відбувався у Cello Studios разом з продюсером Джо МакГратом, та Джеррі Фінном в якості співпродюсера та для процесу змішування. Фінн та Кіт Морріс брали участь у записі як додаткові вокалісти. Альбом є першим для ударника, Дерека Гранта, писаний вокалістом / гітаристом Меттом Скібою, як «щось цілком нове». Протягом запису Скіба та Ден Андріано хворіли. Скіба описує музику альбому як «щось більше, глибше та приголомшливе» на-відміну від попереднього, From Here to Infirmary.

У інтерв'ю 2003 року, Метт Скіба зазначив, що Good Mourning: 
is pretty good. I mean it took us a long time to do and I think most of the people that I talk to that make records and stuff, there's always stuff that you wish you did better or maybe a little differently. I've never been able to avoid that, even with this. There's things that I wish I had done maybe a little differently. But that also comes with just listening to it and living with it for so long that until it's done you won't really hear things in that way until it's like too late I guess. But I would say for the most part that I'm really happy with it.

## Назва
Згідно з Скібою: «One morning I was having breakfast down the street from the studio where we were recording and my waiter said 'good morning' to me and it just kinda like the double meaning/spelling kinda registered and I just called everyone and I was like, 'How about Good Mourning with a U?' and everybody liked it equally as much so we used it.»

## Реліз
Good Mourning був виданий лейблом Vagrant 13 травня 2003. Версія для Великої Британії включає два додаткові треки: «Dead End Road» та «Old School Reasons». «We've Had Enough» була видана на радіо 20 травня.

## Відгуки
Альбом дебютував на 20 позиції у Billboard 200, було продано 40,000 копій першого тижня після релізу.

## Список композицій
Всі пісні написані та виконані гуртом Alkaline Trio.
| #   | Назва                      | Тривалість |
| --- | -------------------------- | ---------- |
| 1.  | «This Could Be Love»       | 3:47       |
| 2.  | «We've Had Enough»         | 2:51       |
| 3.  | «One Hundred Stories»      | 3:40       |
| 4.  | «Continental»              | 3:28       |
| 5.  | «All on Black»             | 4:00       |
| 6.  | «Emma»                     | 2:42       |
| 7.  | «Fatally Yours»            | 2:16       |
| 8.  | «Every Thug Needs a Lady»  | 3:18       |
| 9.  | «Blue Carolina»            | 3:28       |
| 10. | «Donner Party (All Night)» | 2:44       |
| 11. | «If We Never Go Inside»    | 3:46       |
| 12. | «Blue in the Face»         | 3:02       |

UK бонусні треки
1. «Dead End Road» — 3:09
2. «Old School Reasons» — 2:52

## Учасники запису
Учасники запису згідно буклету.
| Alkaline Trio - Ден Андріано — вокал, бас-гітара - Дерек Гранд — ударні - Метт Скіба — вокал, гітара Додаткові музиканти - Кіт Морріс — додатковий вокал - Джеррі Фінн — додатковий вокал | Виробництво - Джо МакГрат — продюсер, запис - Джеррі Фінн — співпродюсер, змішування - Крістофер Холмс — помічник інженера - Джейсон Госсман — помічник інженера - Роберт Рід — помічник інженера - Майк Фасано — технік ударної установки - Браян Гарднер — мастерінг - Джей Блейзberg — фото - Кіт Мун — ілюстрація, оформлення, дизайн - Alkaline Trio — оформлення, дизайн |